# Волково (Черкаська сільська рада)
Во́лково (рос. Волково, башк. Волков) — присілок у складі Уфимського району Башкортостану, Росія. Входить до складу Черкаської сільської ради.
Населення — 26 осіб (2010; 11 в 2002).
Національний склад:
- росіяни — 73 %

У присілку народився Косолапов Пилип Макарович — Герой Соціалістичної Праці.